# Fuentebella
Fuentebella es un despoblado y antiguo municipio de la provincia de Soria, partido judicial de Ágreda,  Comunidad Autónoma de Castilla y León, España. Pueblo de la comarca de  Tierras Altas que pertenece al municipio de San Pedro Manrique formando parte de la  Ruta de los Pueblos Abandonados.

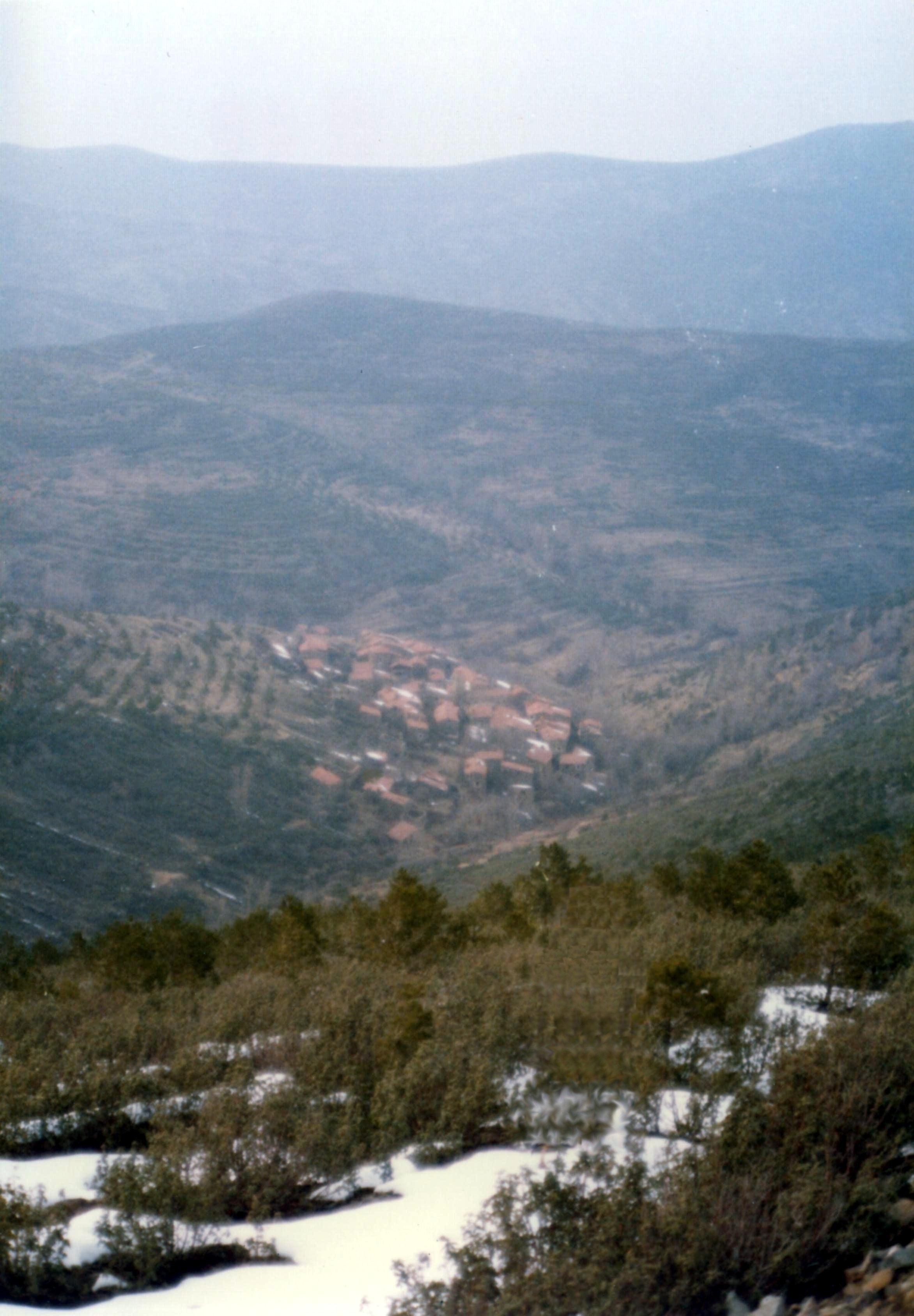
Fuentebella Vista 7

Desde el punto de vista jerárquico de la Iglesia católica, forma parte de la diócesis de Osma la cual, a su vez, pertenece a la archidiócesis de Burgos.

## Geografía
Esta pequeña población hoy despoblada de la comarca de Tierras Altas está ubicada en el norte de la provincia, en el límite con La Rioja bañado por el río Mayor en la vertiente mediterránea y afluente del río Alhama al sur de la sierra de Achena y al norte de la de Alcarama.
- El despoblado limita al este con la muga de Cornago, Oeste y Sur Sarnago y Norte Acrijos; se localiza en el mapa a 1/50.000, hoja número 281, latitud 42°1′ y longitud 1°31′ 90’’.
- En torno a Fuentebella se alternan margas obscuras y calizas en capas.[2] El terreno es quebrado en su mayor parte y de regular calidad, según Pascual Madoz.
- La cuenca hidrogáfica es la del río Linares perteneciente a la del Ebro.
- En los alrededores está al sur el pico Alcarama (1.531m) a 5 km. y hacia el norte el pico Lado Frío (1.363m) a 3 km. Archivado el 15 de marzo de 2015 en Wayback Machine.

## Naturaleza
- Vegetación y flora: El suelo del término municipal es áspero y fragoso, con picos de escasa vegetación como el brezo, la estepa y otros arbustos. A consecuencia de las repoblaciones forestales realizadas en las década de los 60-70 el pino ha mostrado un amplio desarrollo.
- Fauna: La típica de la sierra de Alcarama como la ardilla, la comadreja, el conejo, la liebre, el erizo, la garduña, la jineta, el jabalí, el lirón,el tajudo, el turón, el zorro, la perdiz, etc. En la actualidad han sido reintroducidos el ciervo y el corzo.

## Historia
A la caída del Antiguo Régimen la localidad se constituye en municipio constitucional en la región de Castilla la Vieja, partido de Ágreda  que en el censo de 1842 contaba con 40 hogares y  158 vecinos.
A finales del siglo XX este municipio desaparece porque se integra en San Pedro Manrique, contaba entonces con  34 hogares y 135 habitantes.
- Perteneció como toda la comarca, al señorío del duque de Arcos.
- Junto a otros pueblos de la Sierra, en la década de los 60, las tierras fueron compradas por el ICONA para dedicarlas a repoblación forestal.

## Geografía humana

### Demografía
| Gráfica de evolución demográfica de Fuentebella entre 1842 y 1960 |
| |
| Población de derecho según los censos de población del INE Población de hecho según los censos de población del INEEntre el censo de 1970 y el anterior, este municipio desaparece porque se integra en el municipio 42165 (San Pedro Manrique) |

### Economía
- Agricultura: de forma limitada en algunas zonas de cultivo se producía en poca cantidad trigo, cebada, centeno y avena.
- Ganadería: abundaban las cabañas ovina y caprina.

## Datos administrativos
- A pesar de que geográficamente pertenece a la comarca de las Tierras Altas, para la administración eclesiástica, la localidad perteneció a la diócesis de Calahorra, y al partido judicial de Ágreda para la administración de Justicia.

## Fiestas
- Fiestas patronales de S.Santiago el día 25 de julio.

## Otros datos
- En el entorno se le llamaba el pueblo de las 2 mentiras, porque no tenía ni fuente ni era bella.

- Gastronomía "Páginas de Etnología" de Isabel Goig

## Asociaciones afines
- Asociación de Amigos de Fuentebella (en fase de creación).
- Asociación de Pueblos de la Alcarama (Sarnago, Acrijos, San Pedro Manrique, Taniñe, Vea, Fuentebella, Valdenegrillos, El Vallejo)

## Galería de imágenes

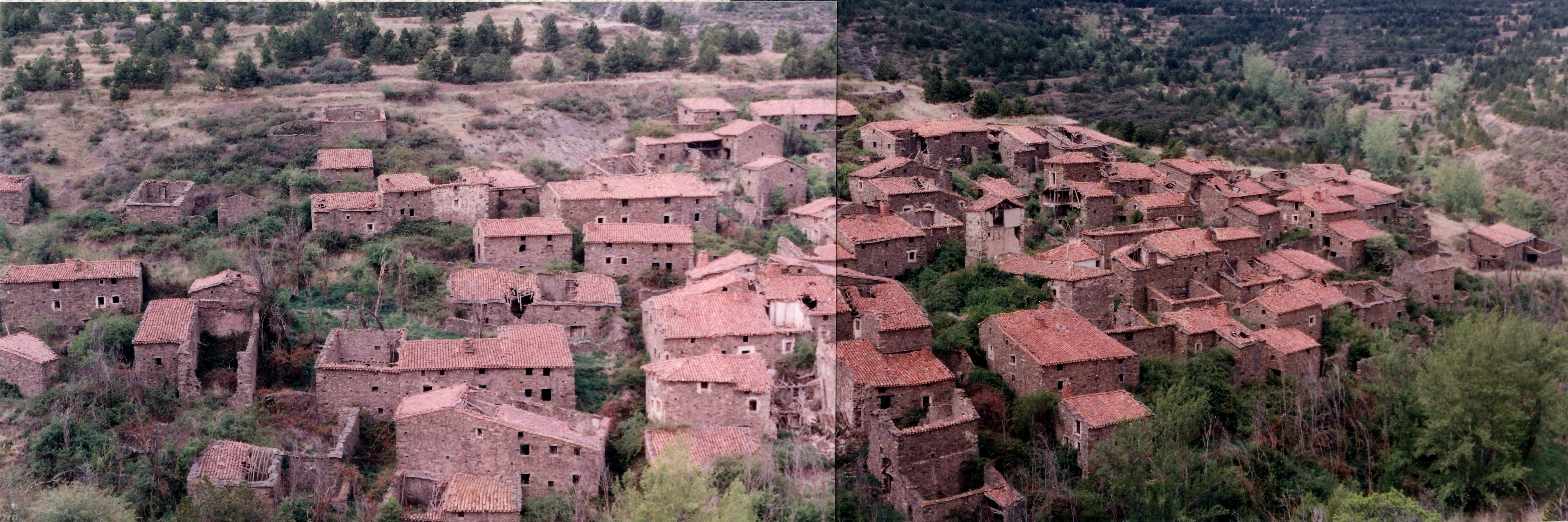
Fuentebella.Vista panorámica 1.

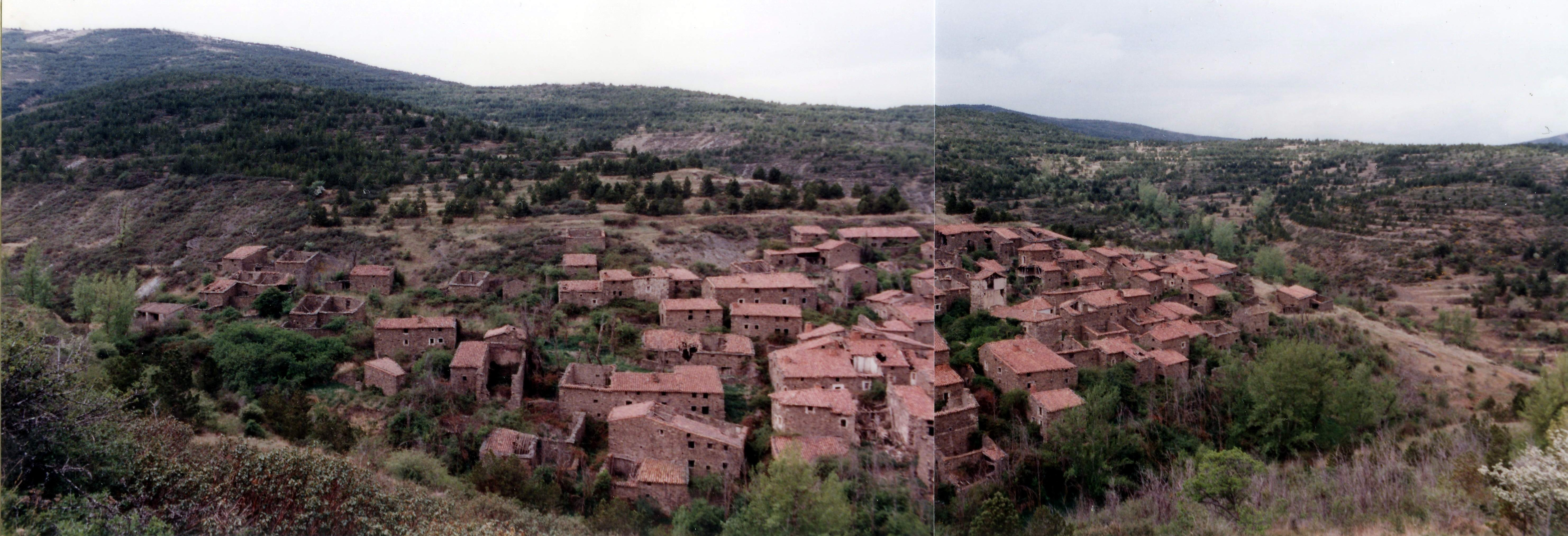
Fuentebella.Vista panorámica 2.

Vistas de Fuentebella
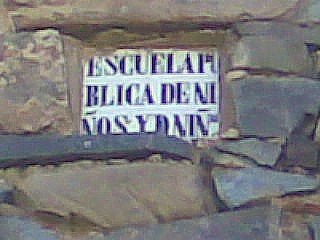
Escuela: Placa informativa.
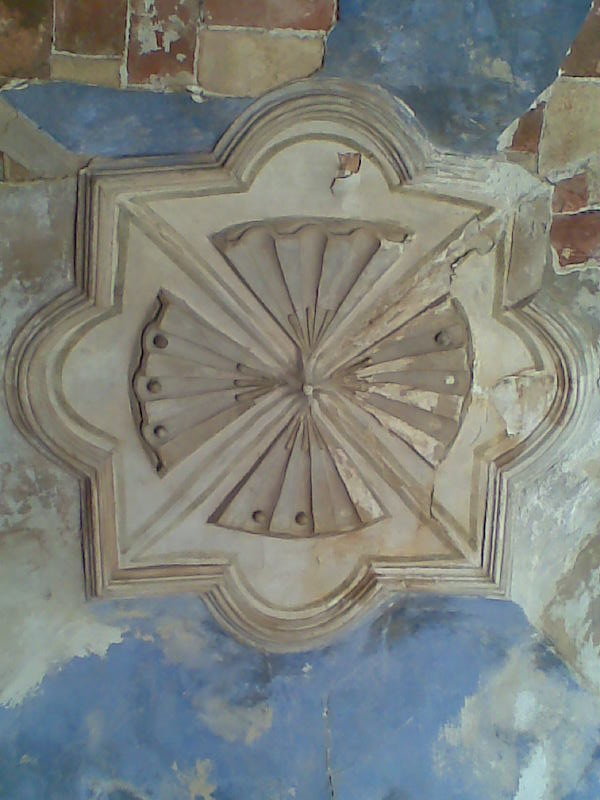
Iglesia: Florón central adorno en yesería.
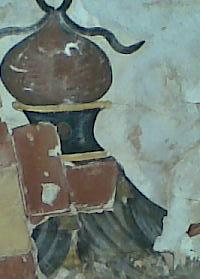
Iglesia: Detalles pinturas murales.
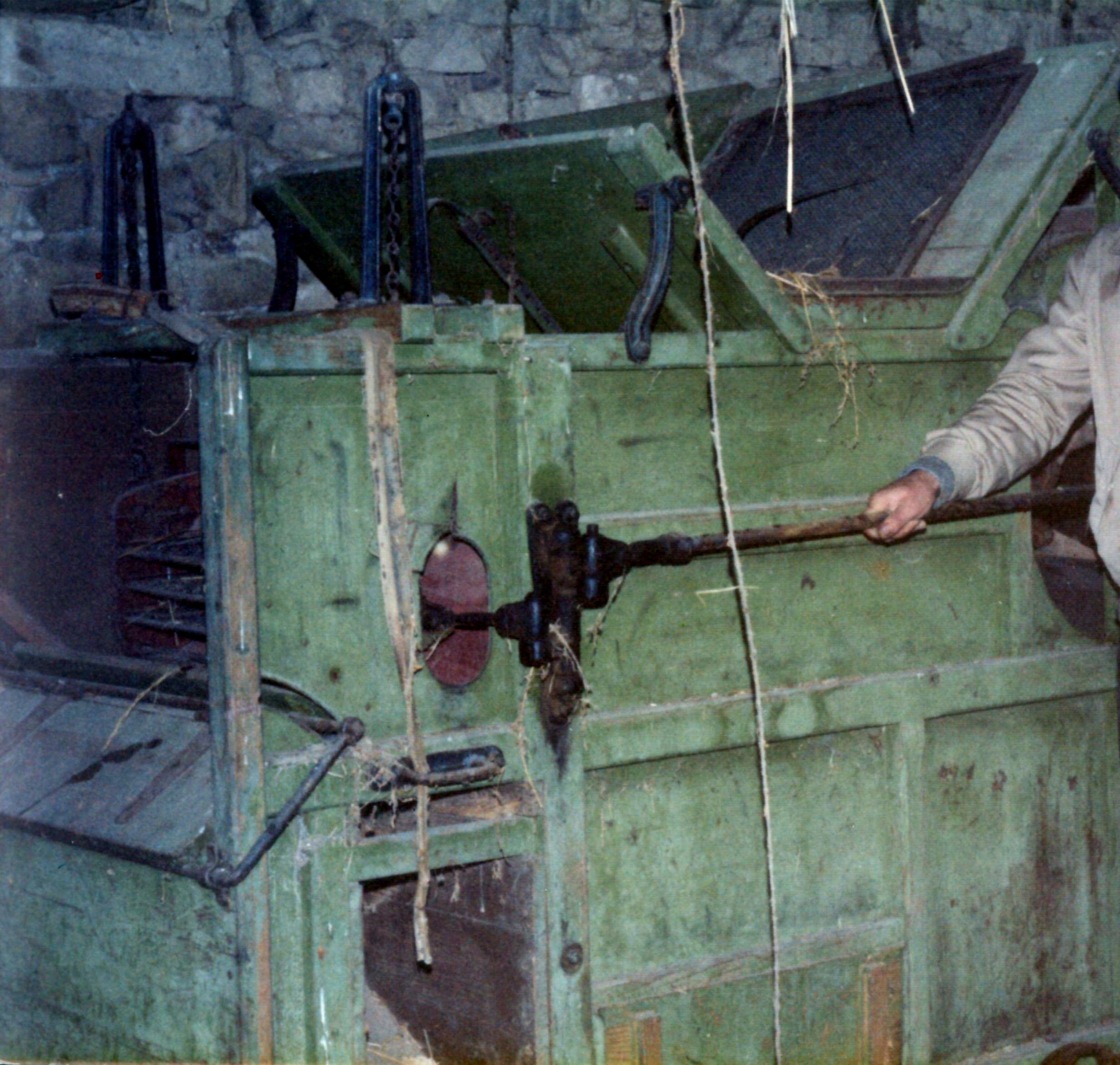
Máquina Aventadora.
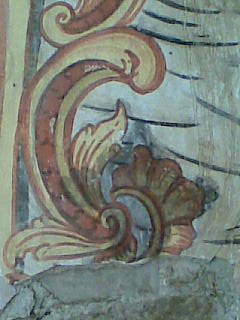
Iglesia: Detalles pinturas murales.
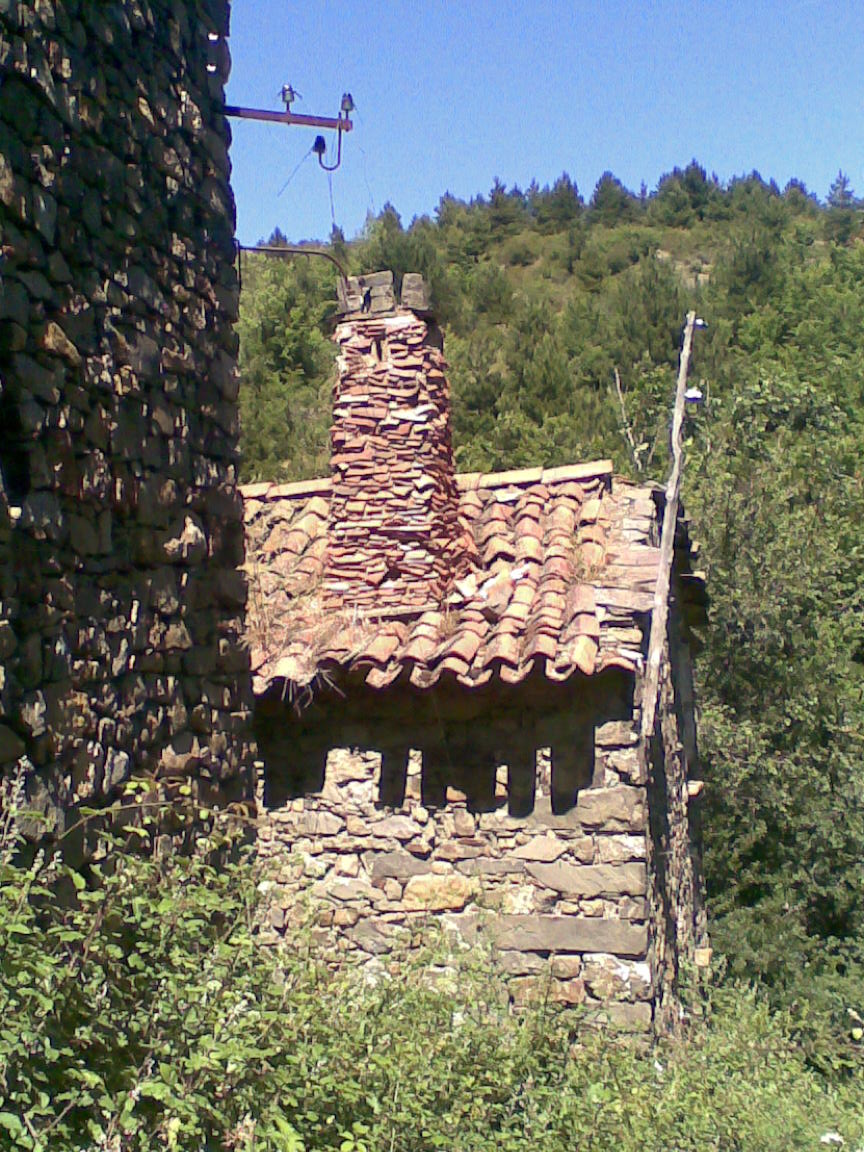
Detalle Chimeneas.
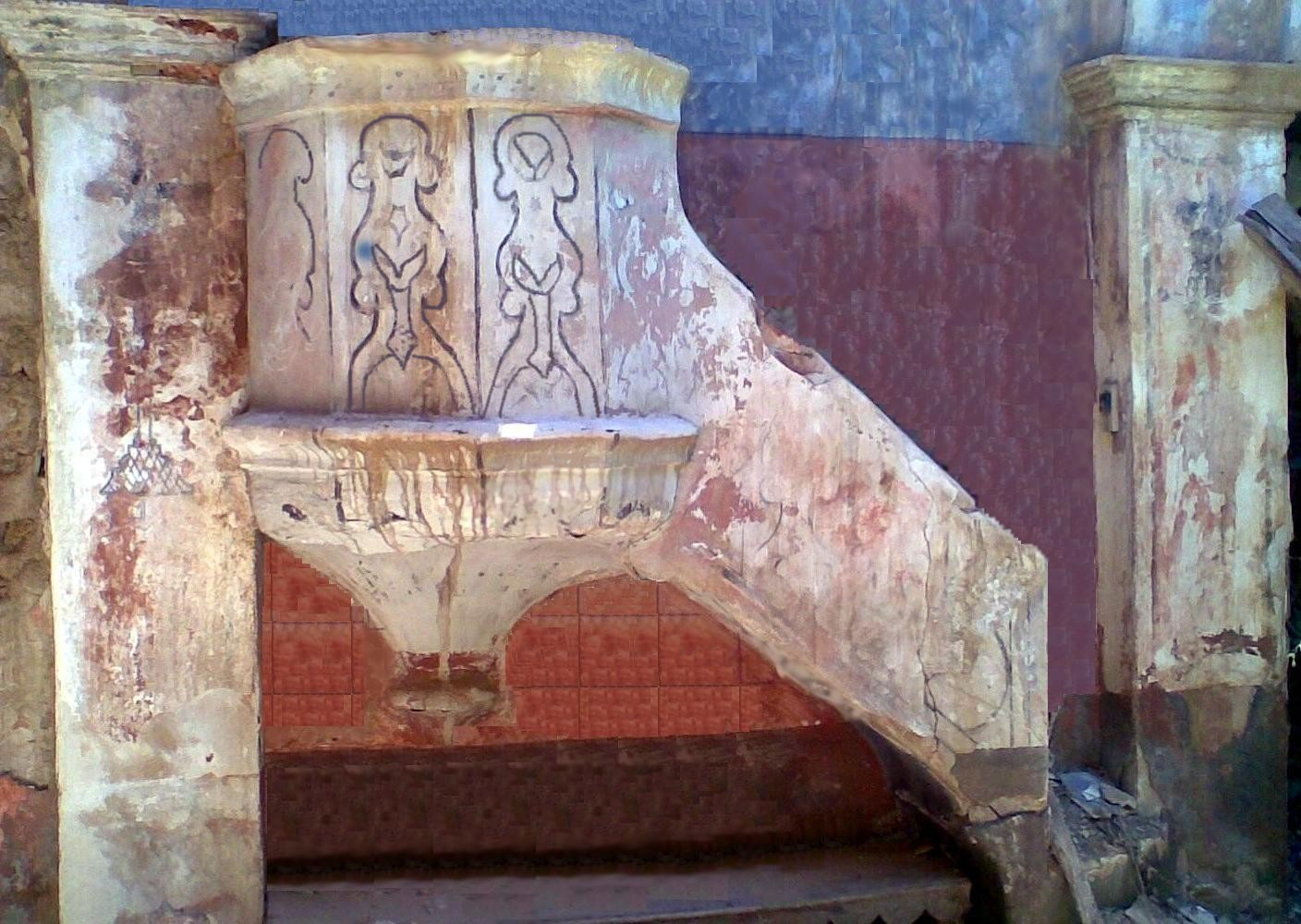
Iglesia: Púlpito.
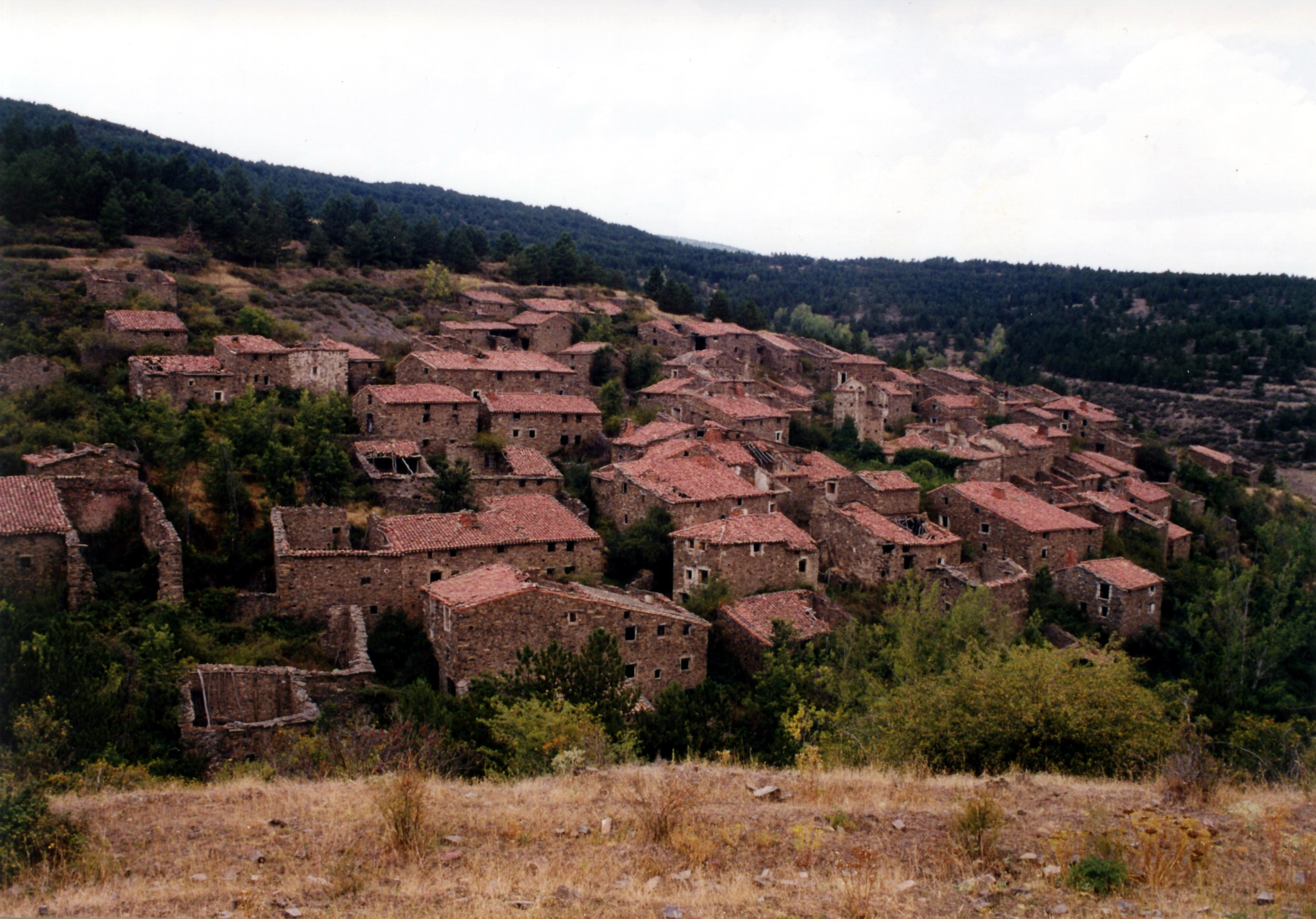
Fuentebella Vista 1.
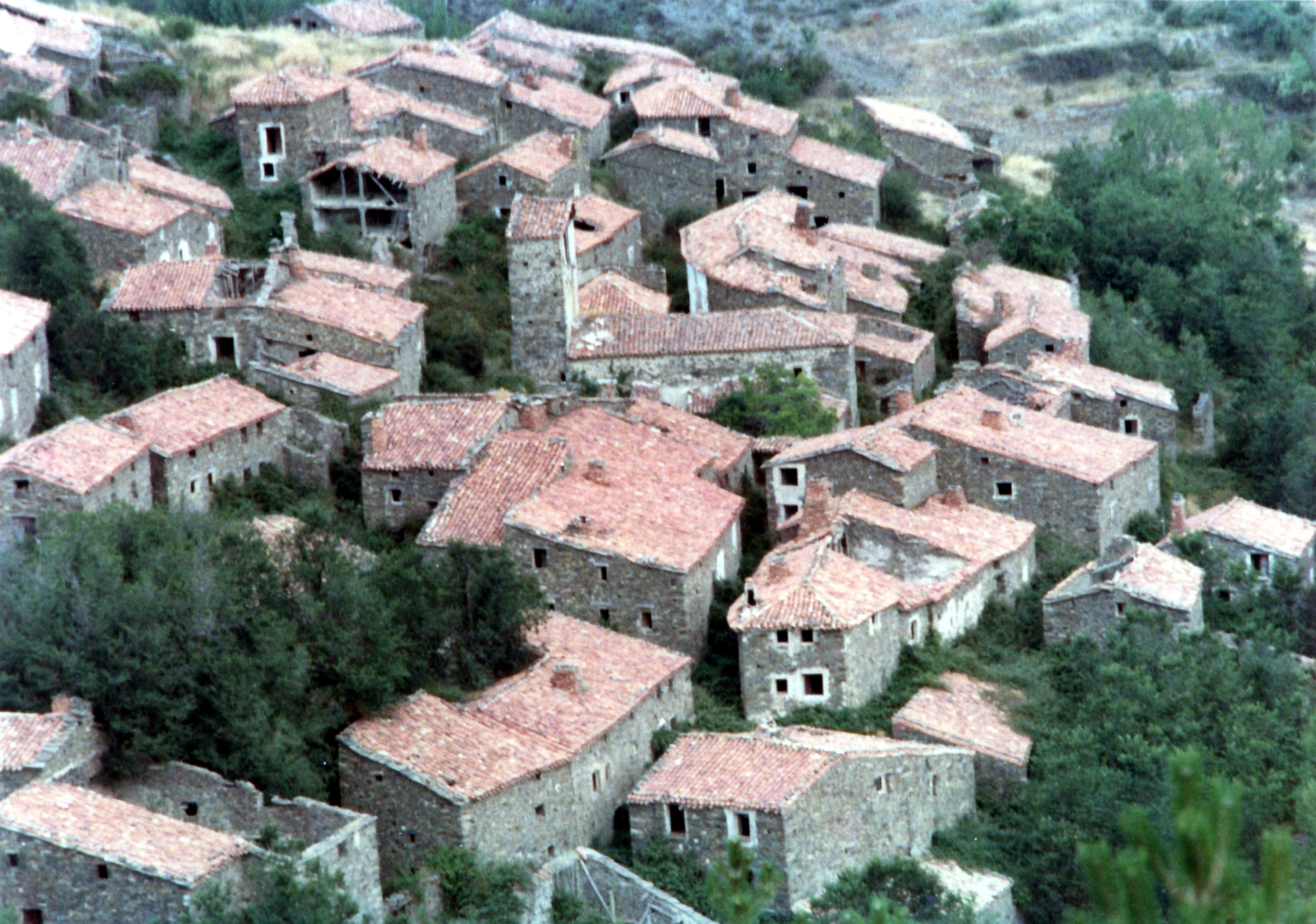
Fuentebella Vista 2.
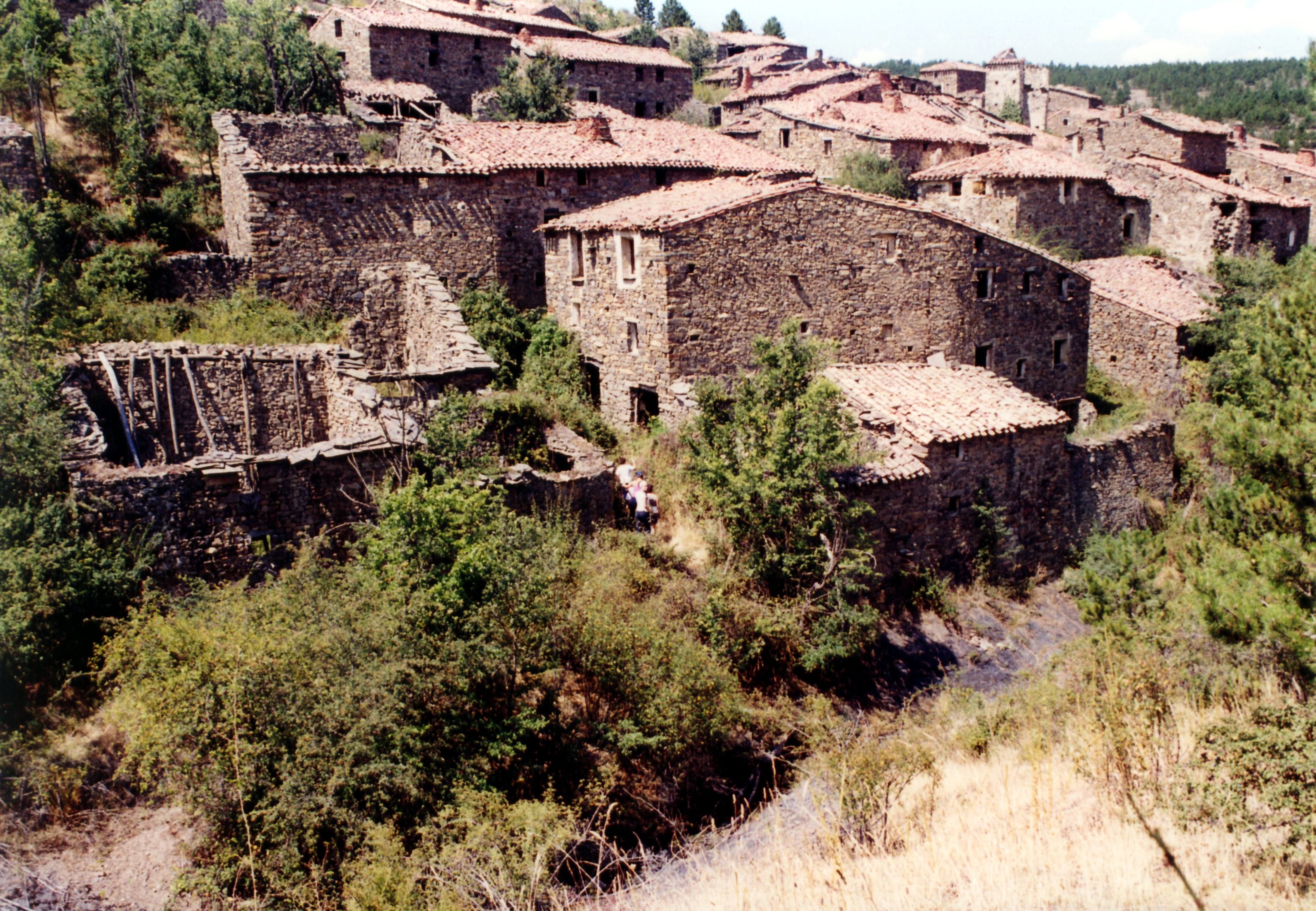
Fuentebella Vista 3.
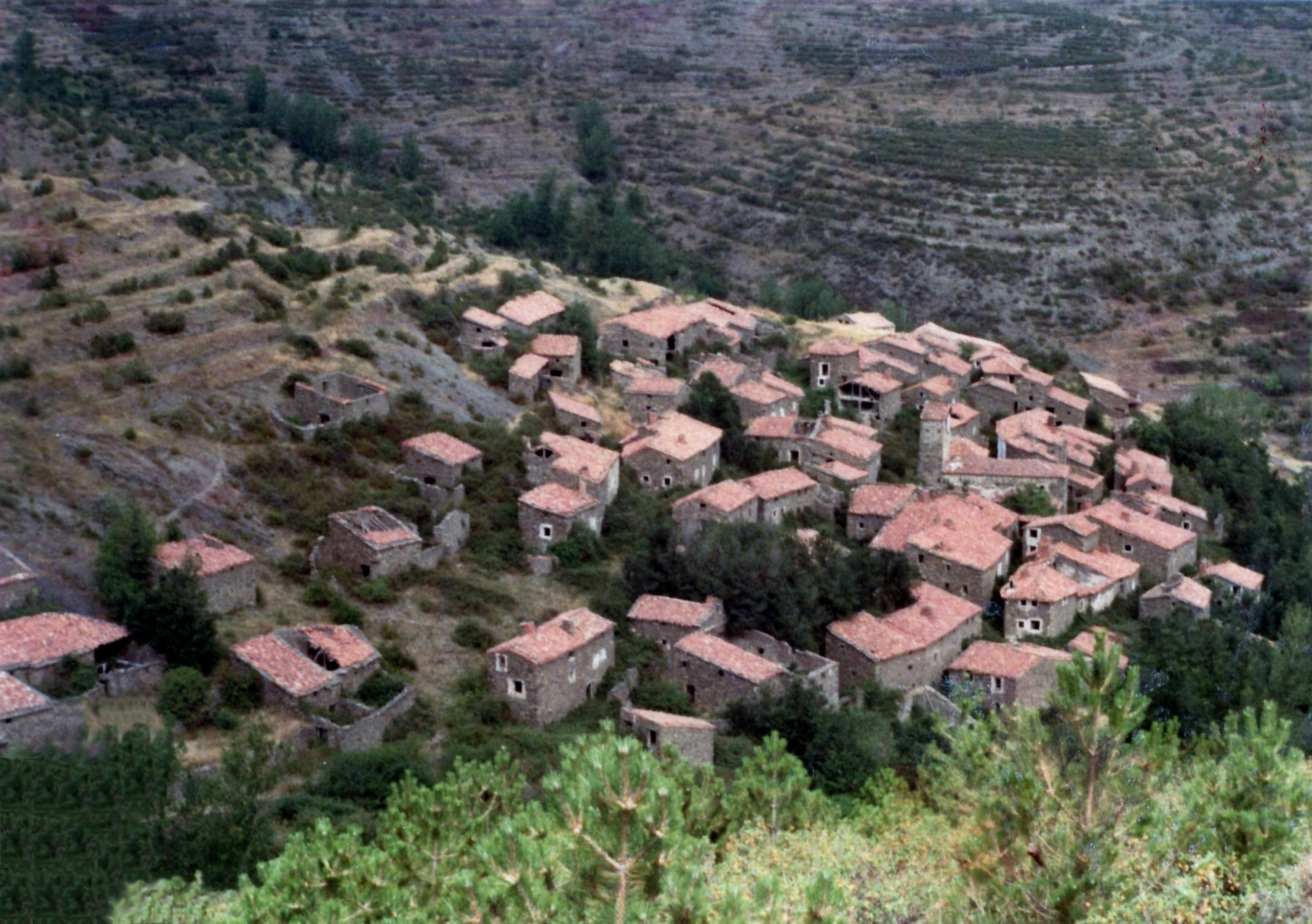
Fuentebella Vista 4.
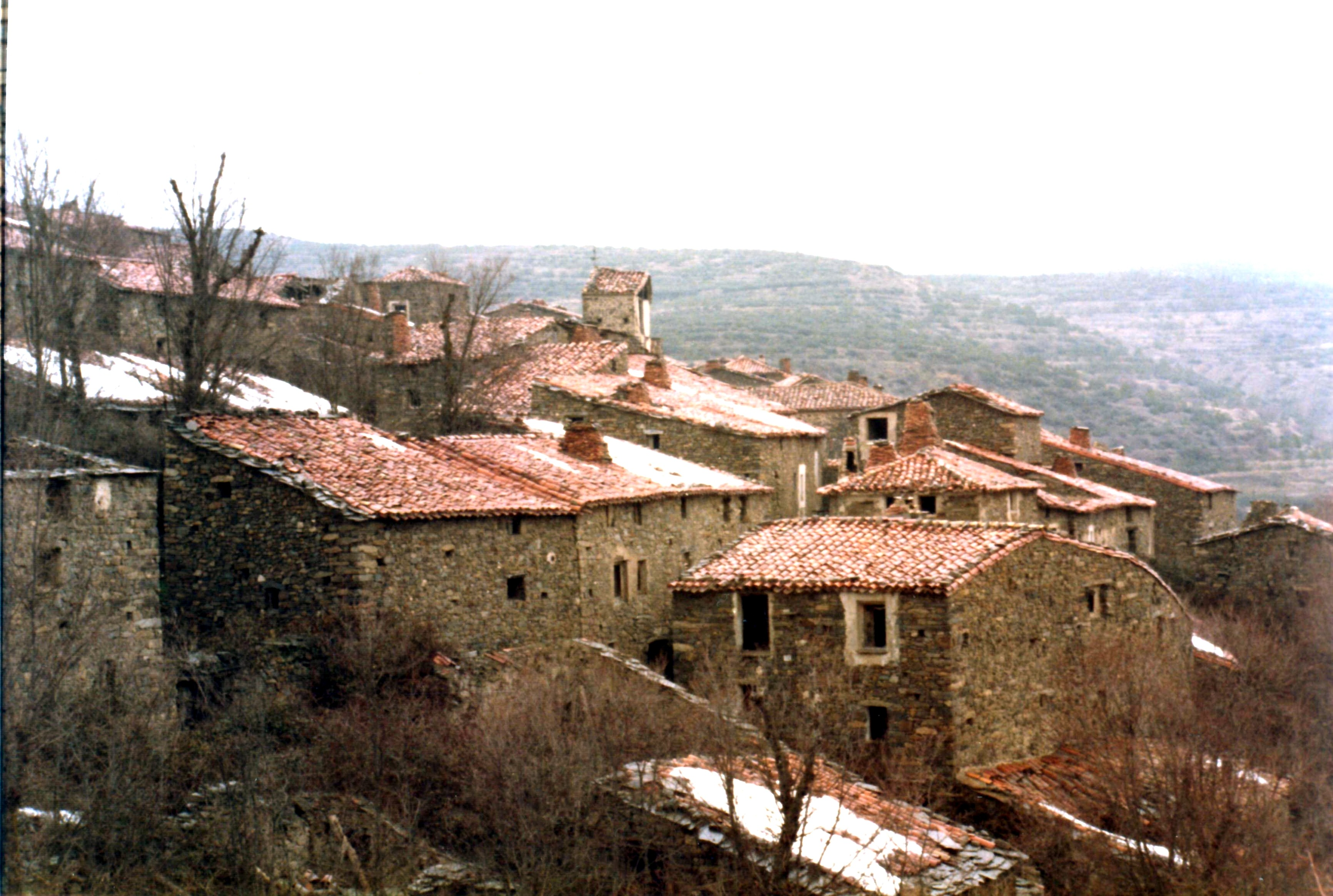
Fuentebella Vista 5.
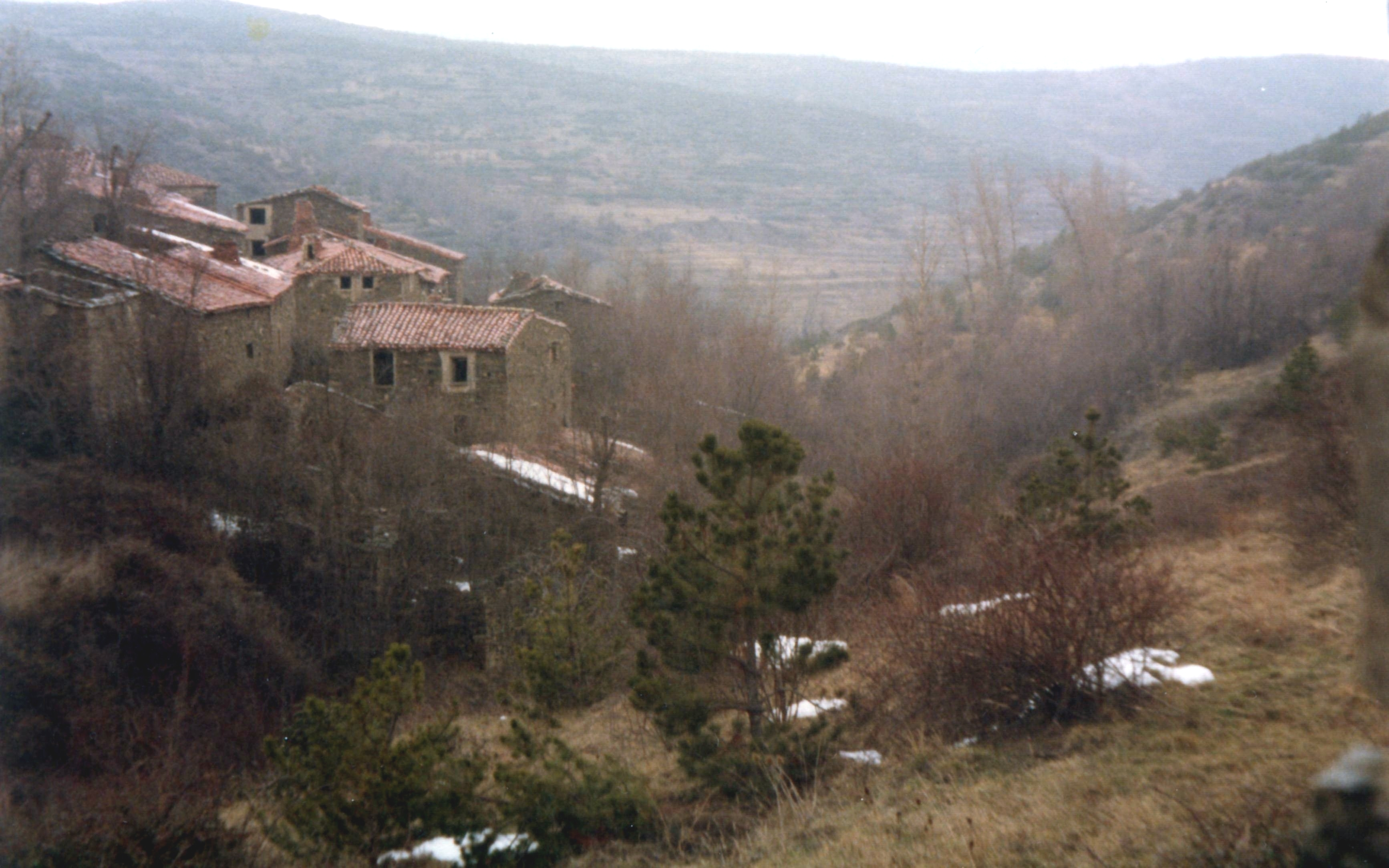
Fuentebella Vista 6.
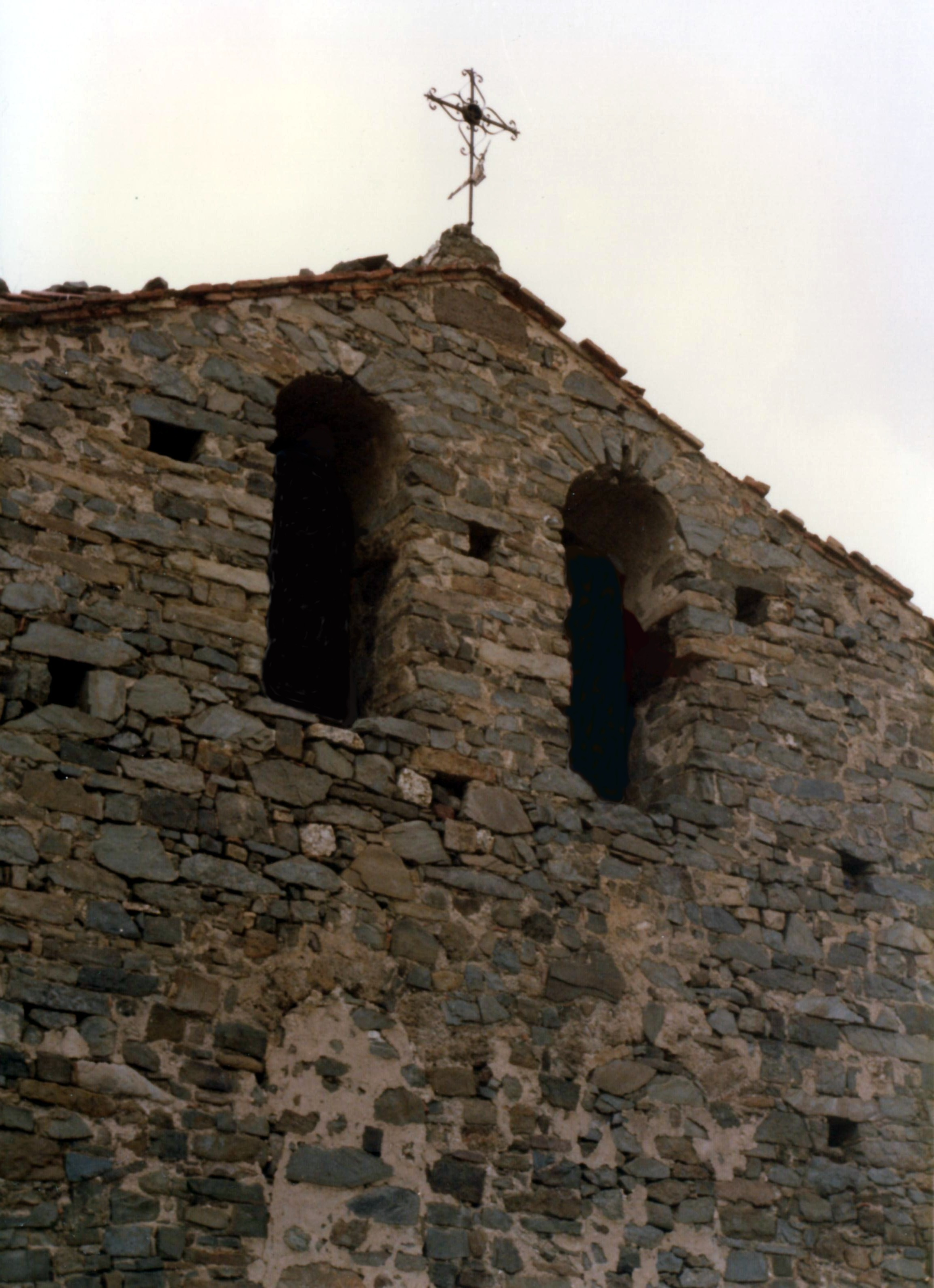
Fuentebella.Vista frontal campanario.
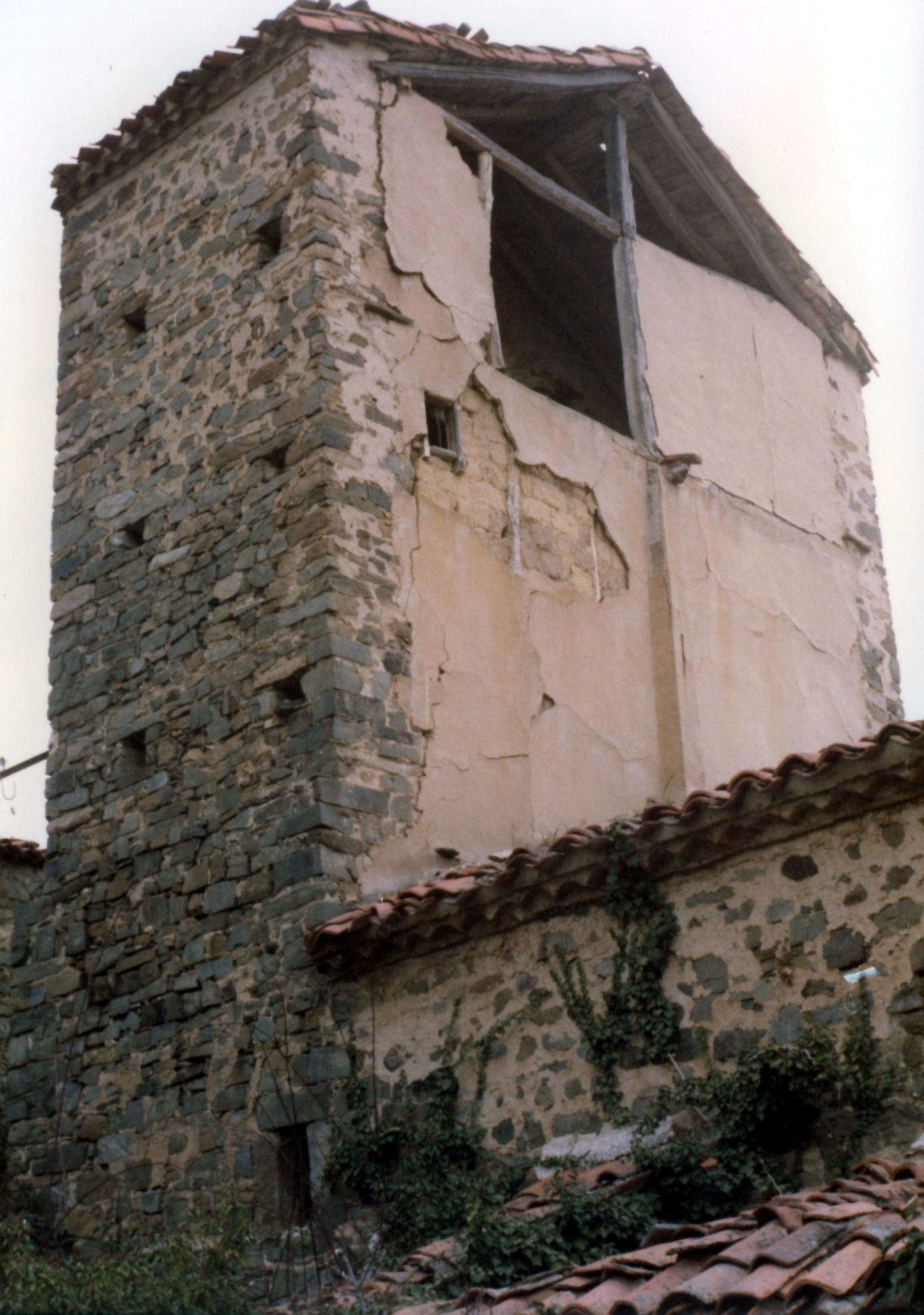
Fuentebella.Vista trasera campanario.
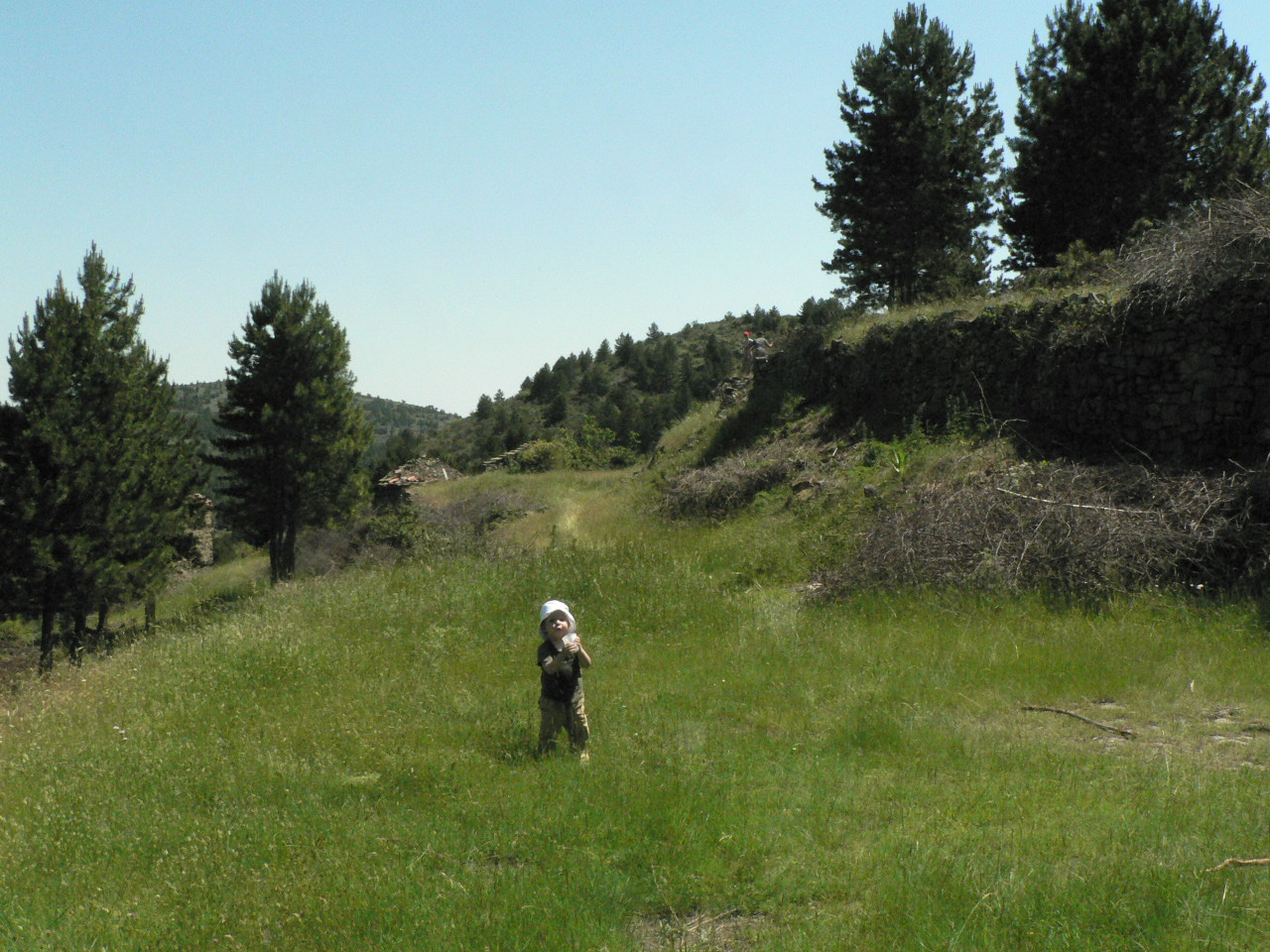
Fuentebella.Vista de la era.
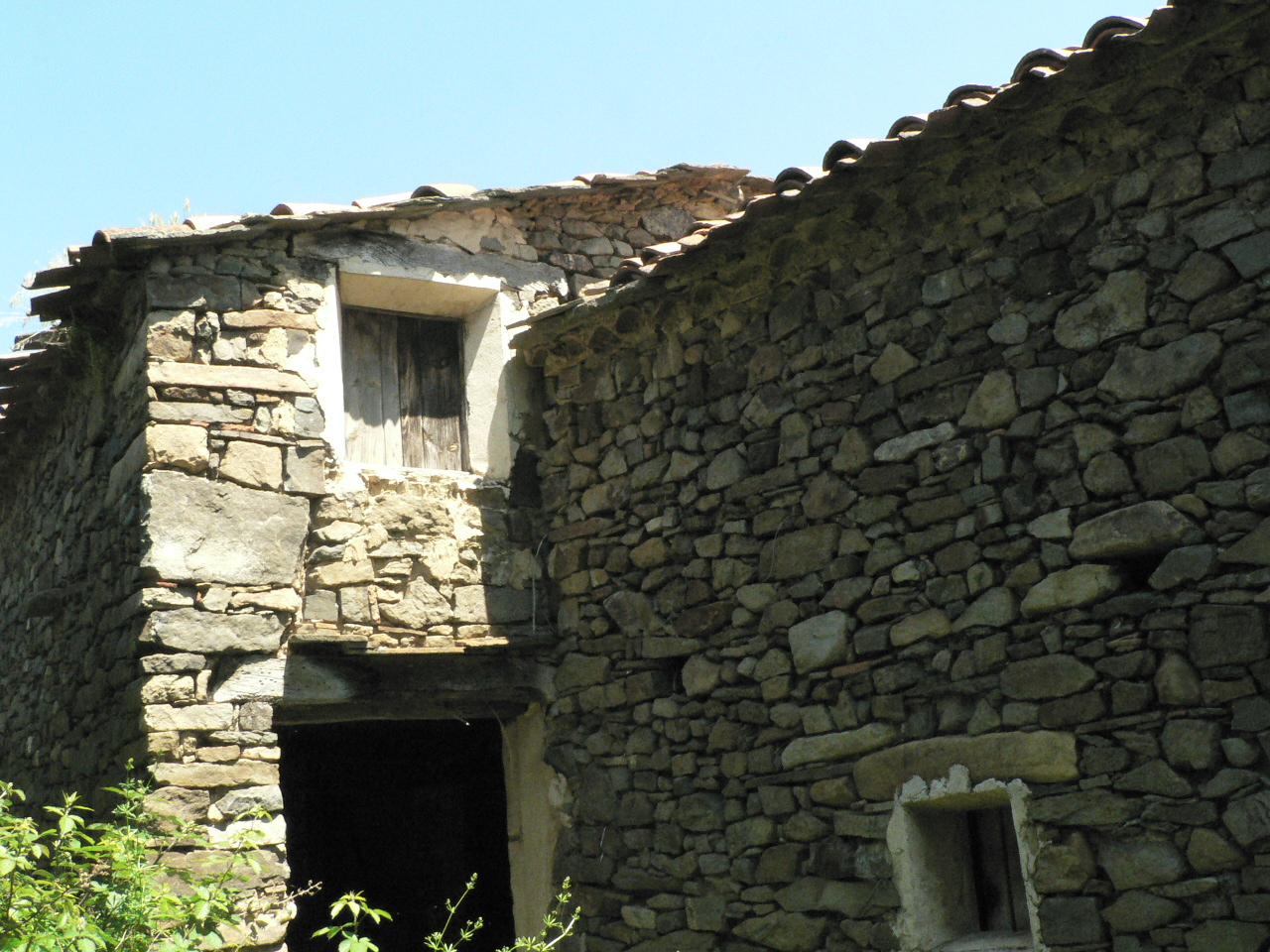
Fuentebella.Fachada de una casa.